# Allobodilus obibensis
Allobodilus obibensis är en skalbaggsart som beskrevs av S. Endrödi 1991. Allobodilus obibensis ingår i släktet Allobodilus och familjen Aphodiidae. Inga underarter finns listade i Catalogue of Life.